# رودريغو فارغاس كاستيلو
رودريغو فارغاس كاستيلو (بالإسبانية: Rodrigo Mauricio Vargas Castillo)‏ (19 أكتوبر 1994 بسانتا كروز دي لا سييرا في بوليفيا - ) هو لاعب كرة قدم بوليفي في مركز الهجوم. شارك مع منتخب بوليفيا تحت 17 سنة لكرة القدم ومنتخب بوليفيا تحت 20 سنة لكرة القدم ومنتخب بوليفيا لكرة القدم. أما مع النوادي، فقد لعب مع أورينتي بيتروليرو.

## وصلات خارجية
- رودريغو فارغاس كاستيلو على موقع قاعدة بيانات كرة القدم.إي يو (الإنجليزية)
- رودريغو فارغاس كاستيلو على موقع ناشيونال فوتبول تيمز (الإنجليزية)
- رودريغو فارغاس كاستيلو على موقع Soccerway.com (الإنجليزية)
- رودريغو فارغاس كاستيلو على موقع عالم كرة القدم.نت (الإنجليزية)
- رودريغو فارغاس كاستيلو على موقع AS.com (الإسبانية)